# 波士顿公共图书馆

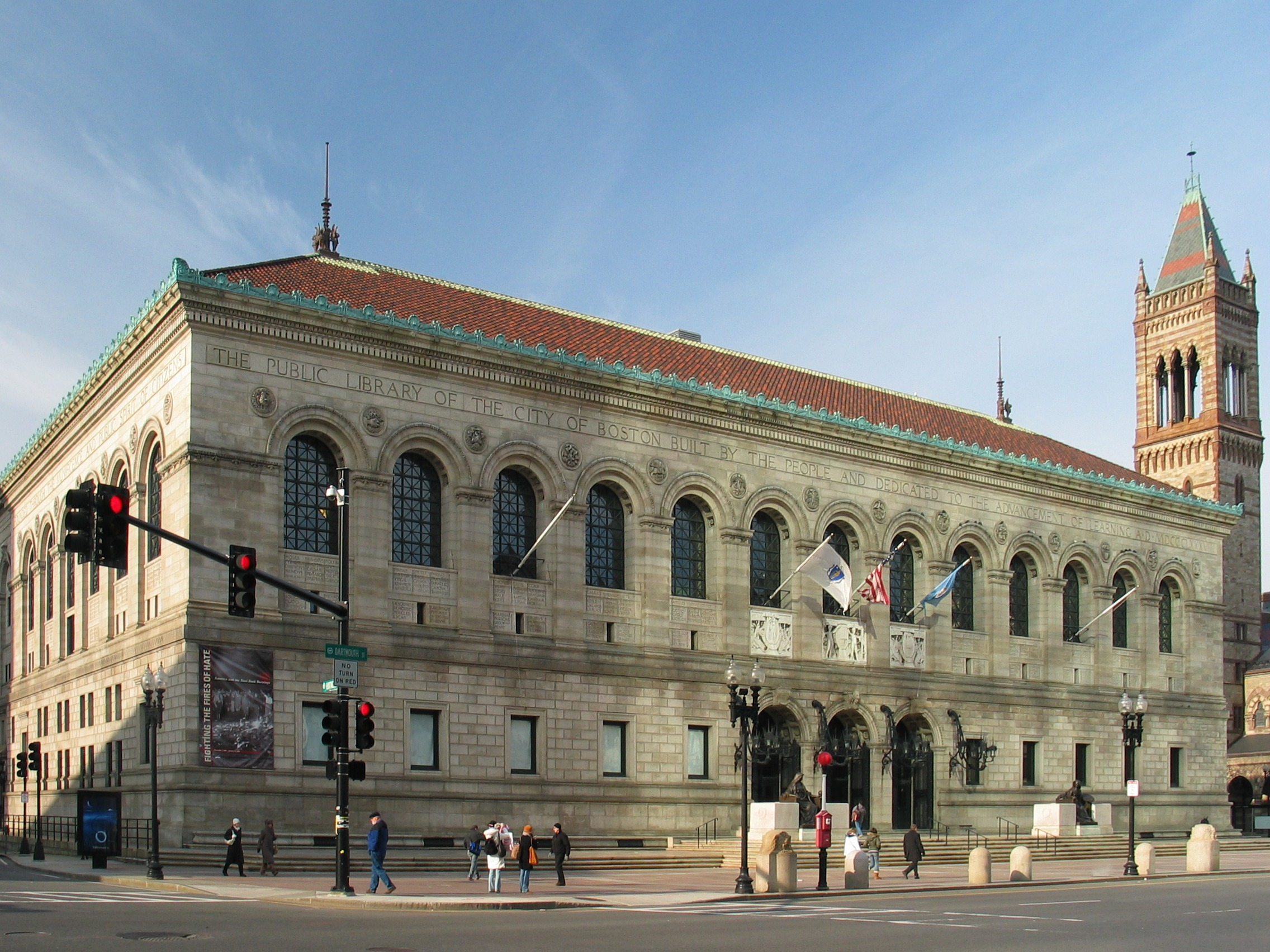
McKim Building, Copley Square, 2005年

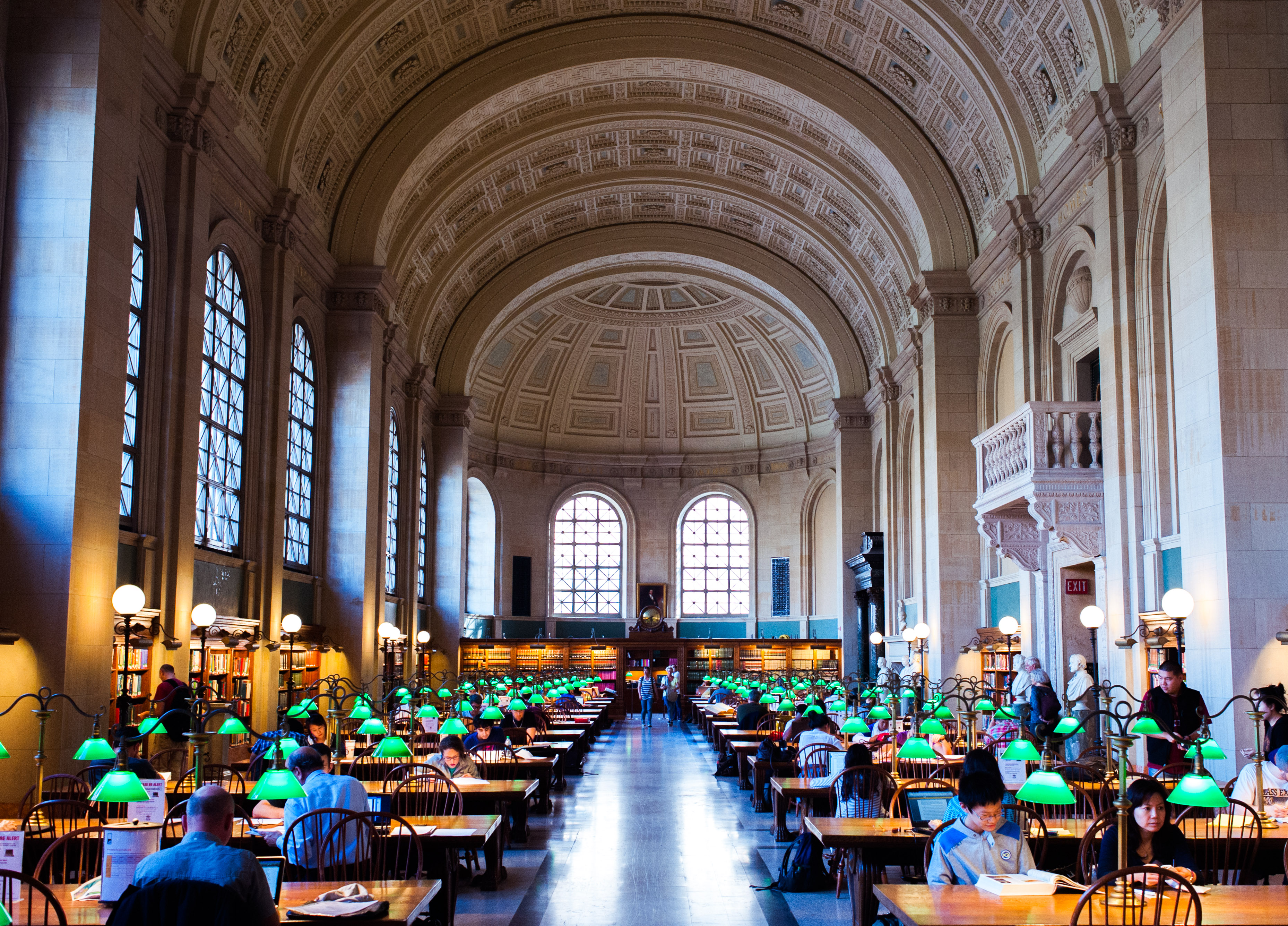
McKim Building 阅览室，2013年

波士顿公共图书馆（英語：Boston Public Library，1848年建立）是美国马萨诸塞州波士顿的市立公共图书馆。它是美国第一个公共支持的市立图书馆，第一大向公众开放的图书馆，和第一个允许普通市民借阅书籍和其他材料、并把它们带回家阅读和使用的图书馆。波士顿公共图书馆也是美国马萨诸塞州联邦政府最后支援图书馆，马萨诸塞所有成年居民都有借阅和研究的权限，图书馆受国家专项拨款支援。波士顿公共图书馆有890万件图书和音频/视频（约24万件，包括所有格式），根据美国图书馆协会的统计是美国第二大的公共图书馆，仅次于美国国会图书馆。